# Lampersdorf (Allersberg)
Lampersdorf ist ein Gemeindeteil des Marktes Allersberg im Landkreis Roth (Mittelfranken, Bayern). Die Gemarkung Lampersdorf liegt teils auf dem Gemeindegebiet von Allersberg, teils auf dem Gemeindegebiet von Hilpoltstein. Sie hat eine Fläche von 6,549 km² und ist in 860 Flurstücke aufgeteilt, die eine durchschnittliche Fläche von 7614,67 m² haben. In ihr liegen neben dem namensgebenden Ort die Gemeindeteile Eismannsdorf, Riedersdorf und Schönbrunn.

## Lage
Das Dorf befindet sich östlich der Bundesautobahn 9 an der Kreisstraße RH 8, die nach Göggelsbuch (0,7 km westlich) bzw. nach Schönbrunn verläuft (1,6 km östlich). Von der RH 8 zweigt die RH 35 ab, die nach Allersberg führt (3 km nördlich).

## Geschichte
Lampersdorf wurde 1314 erstmals in einer Urkunde der Herren von Stein erwähnt. Im 16. Jahrhundert bestand der Ort aus 10 Anwesen.
Gegen Ende des 18. Jahrhunderts gab es in Lampersdorf 12 Anwesen, eine Kapelle und ein Gemeindehirtenhaus. Das Hochgericht und die Dorf- und Gemeindeherrschaft übte das pfalz-neuburgische Landrichteramt Hilpoltstein aus. Grundherren waren das pfalz-neuburgische Landrichteramt Allersberg (2 Anwesen), das Chorstift Hilpoltstein (21⁄2 Anwesen), das Kastenamt Hilpoltstein (21⁄2 Anwesen), die Filialkirche Göggelsbuch (1 Anwesen), das eichstättische Kastenamt Jettenhofen (1 Anwesen), die Spitalstiftung Freystadt (1 Anwesen), die Stadtpfarrei Freystadt (1 Anwesen) und das St. Klaraamt Nürnberg (1 Anwesen).
Im Rahmen des Gemeindeedikts (frühes 19. Jahrhundert) wurde Lampersdorf dem Steuerdistrikt Ebenried zugeordnet. Zugleich entstand die Ruralgemeinde Lampersdorf, zu der Eismannsdorf, Riedersdorf und Schönbrunn gehörten. Sie war in Verwaltung und Gerichtsbarkeit dem Landgericht Hilpoltstein zugeordnet und in der Finanzverwaltung dem Rentamt Hilpoltstein (1919 in Finanzamt Hilpoltstein umbenannt). Ab 1862 gehörte Lampersdorf zum Bezirksamt Neumarkt in der Oberpfalz. Die Gerichtsbarkeit blieb beim Landgericht Hilpoltstein (1879 in Amtsgericht Hilpoltstein umbenannt), seit 1973 ist das Amtsgericht Schwabach zuständig. 1880 wurde Lampersdorf dem neu gebildeten Bezirksamt Hilpoltstein zugeordnet (1939 in Landkreis Hilpoltstein umbenannt). Die Gemeinde hatte 1964 eine Gebietsfläche von 6,552 km². Die Gemeinde Lampersdorf wurde am 31. Dezember 1971 aufgelöst: Die Gemeindeteile Lampersdorf, Eismannsdorf und Schönbrunn wurden nach Allersberg eingemeindet, während Riedersdorf nach Hilpoltstein kam. Seit dem 1. Juli 1972 gehört Lampersdorf zum Landkreis Roth.

### Baudenkmäler
In Lampersdorf gibt es ein Baudenkmal:
- Katholische Ortskapelle

### Bodendenkmäler
In der Gemarkung Lampersdorf gibt es sieben Bodendenkmäler, darunter
- Burg Lampersdorf

### Einwohnerentwicklung
Gemeinde Lampersdorf
| Jahr      | 1818   | 1836   | 1852   | 1855   | 1861   | 1867   | 1871   | 1875   | 1880   | 1885   | 1890   | 1895   | 1900   | 1905   | 1910   | 1919   | 1925   | 1933   | 1939   | 1946   | 1950   | 1952   | 1961   | 1970   |
| Einwohner | 191    | 217    | 189    | 182    | 179    | 184    | 189    | 185    | 207    | 215    | 233    | 247    | 238    | 228    | 212    | 211    | 216    | 213    | 178    | 292    | 258    | 237    | 160    | 168    |
| Häuser    | 33     | 33     |        |        |        |        | 35     |        |        | 34     | 28     |        | 32     |        |        |        | 33     |        |        |        | 32     |        | 31     |        |
| Quelle    | [ 15 ] | [ 16 ] | [ 17 ] | [ 17 ] | [ 18 ] | [ 19 ] | [ 20 ] | [ 21 ] | [ 22 ] | [ 23 ] | [ 24 ] | [ 25 ] | [ 26 ] | [ 25 ] | [ 27 ] | [ 25 ] | [ 28 ] | [ 25 ] | [ 25 ] | [ 25 ] | [ 29 ] | [ 25 ] | [ 10 ] | [ 30 ] |

Ort Lampersdorf
| Jahr      | 001818 | 001836 | 001861 | 001871 | 001885 | 001900 | 001925 | 001950 | 001961 | 001970 | 001987 | 002022 |
| Einwohner | 72     | 75     | 59     | 61     | 57     | 64     | 84     | 68     | 54     | 57     | 61     | 64     |
| Häuser    | 11     | 11     |        |        | 11     | 11     | 11     | 11     | 11     |        | 11     |        |
| Quelle    | [ 15 ] | [ 16 ] | [ 18 ] | [ 20 ] | [ 23 ] | [ 26 ] | [ 28 ] | [ 29 ] | [ 10 ] | [ 30 ] | [ 31 ] |        |

## Religion
Lampersdorf ist römisch-katholisch geprägt und war ursprünglich nach Mariä Himmelfahrt (Allersberg) gepfarrt. Seit dem 7. Juli 1928 ist die Expositur St. Georg (Göggelsbuch) zuständig, die ursprünglich zur Pfarrei St. Johannes der Täufer (Hilpoltstein) gehörte und jetzt zur Pfarrei Allersberg. Die Einwohner evangelisch-lutherischer Konfession sind nach Ebenried gepfarrt.